# Sindal
Sindal é um município da Dinamarca, localizado na região norte, no condado de Nordjutlândia.
O município tem uma área de 242 km² e uma  população de 9 434 habitantes, segundo o censo de 2004.